# Hermann Haucke
Hermann Haucke (* 28. Januar 1886 in Kauerndorf bei Altenburg, Herzogtum Sachsen-Altenburg; † 6. Juni 1925 in Düsseldorf) war ein deutscher Landschaftsmaler der Düsseldorfer Schule.

## Leben
Haucke studierte Malerei an der Kunstakademie Düsseldorf. Dort wurde er Meisterschüler des Landschaftsmalers Eugen Dücker. Haucke schied im Alter von 39 Jahren durch Freitod aus dem Leben. Werke von ihm gelangten in die Sammlung des Lindenau-Museums in Altenburg.